# وزارت میراث فرهنگی، گردشگری و صنایع دستی

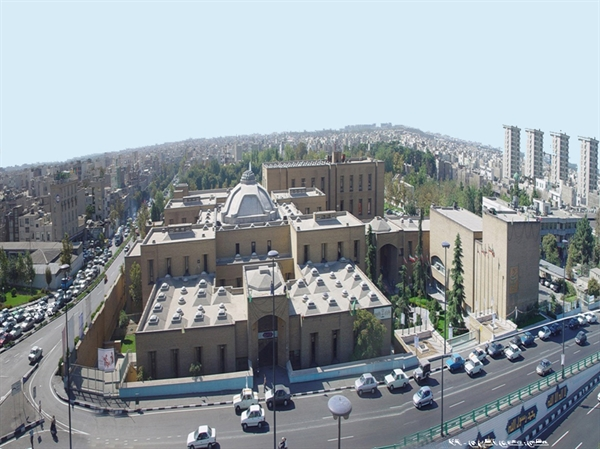
ساختمان مرکزی وزارت میراث فرهنگی، گردشگری و صنایع دستی در خیابان آزادی

وزارت میراث فرهنگی، گردشگری و صنایع دستی از وزارتخانه‌های دولت ایران است، که وظیفهٔ ادارهٔ مسائل مربوط به آثار تاریخی و باستانی و نیز مدیریت گردشگری در کشور را برعهده دارد. این وزارتخانه تا ۱۴ مرداد ۱۳۹۸ در قالب سازمان میراث فرهنگی، صنایع دستی و گردشگری و در زیرمجموعهٔ دولت فعالیت می‌کرد. در تاریخ مذکور، طرح مجلس شورای اسلامی مبنی‌بر تبدیل این سازمان به وزارتخانه مورد تأیید شورای نگهبان قرار گرفت و رئیس‌جمهور وقت موظف شد در مدت مشخصی وزیر میراث فرهنگی را به مجلس معرفی کند. سید رضا صالحی امیری از ۳۱ مرداد ۱۴۰۳، وزیر این وزارتخانه است.

## پیشینه

### میراث فرهنگی در ایران[۵][۶]
ایران به سبب موقعیت جغرافیایی و بیش از هفت هزار سال تمدن و فرهنگ و نیز تنوع فرهنگی در جغرافیای زیستی خود، یکی از شاخص‌ترین کشورها در حوزه میراث فرهنگی بشری است.
تا پیش از انقلاب مشروطیت، هیچ قانونی برای میراث فرهنگی تدوین نشده بود و «میراث فرهنگی» در افکار عمومی هیچ منزلتی نداشت. آشنایی ناصرالدین شاه در سفر به فرنگ با موزه‌ها و بناهای تاریخی، تأثیر بسیاری بر او گذاشت. وی بعد از بازگشت از نخستین سفر فرنگ در سال ۱۲۹۰ ق، دستور داد تا در ارگ سلطنتی موزه‌ای ایجاد کنند. این موزه را باید اولین موزه سلطنتی و دولتی دانست. این موزه در مقایسه با موزه‌های اروپایی، جذابیتی برای او نداشت، دستور داد برای موزه جدید، عمارت قدیمی سمت شمال باغ گلستان را خراب و به جای آن مکانی مناسب برای موزه بسازند. بدین ترتیب تالار موزه، سرسرا، حوض خانه و ملحقات دیگر را ساختند. این ساختمان در سال ۱۲۹۹ ق به نام تالار سلام یا تالار تاج‌گذاری به اتمام رسید. اعتماد السلطنه دربارهٔ آثار این موزه می‌نویسد: «موزه همایونی مشحون از جواهرات گران‌بها، ظرایف نفایس اشیاء و آثار علمیه و مهمات حربیه قدیمیه و آلات و ادوات متنوعه و مصنوعات ازمنه سالفه و تمثیل نگارنده‌های بی‌مثل روزگار و پرده‌های نقاشی‌های مشهور و حاصل صناعی کارخانه‌های معروف و ظروف چینی و بلور آلات، مسکوکات قدیمیه با ضرب سلاطین معظم ایرانی و غیره» است. در سال ۱۳۱۶ ش، بخش عمده‌ای از آثار این موزه در زمان پهلوی اول به خزانه بانک ملی انتقال داده شد.
در زمان مظفرالدین شاه، با بازگشت دانش‌آموختگان ایرانی از فرنگ، در سال ۱۲۷۶ ش «انجمن معارف» برای گسترش آموزش و پرورش به شیوه جدید تأسیس شد. این امر در گسترش فرهنگ تأثیر بسزایی گذاشت و دانش‌آموزان ایرانی با تاریخ سرزمین خود آشنا شدند.
در دوره مشروطیت نام وزارت علوم به «وزارت معارف» تغییر یافت. در سال ۱۲۸۹ ش مجلس شورا «قانون اداری وزارت معارف و اوقاف و صنایع مستظرفه» را تصویب کرد.
بعد از انقلاب مشروطیت نام وزارت علوم به «وزارت معارف و اوقاف و صنایع مستظرفه» تغییر یافت و مجلس شورا «قانون اداری وزارت معارف و اوقاف و صنایع مستظرفه» را تصویب کرد.
در سال ۱۲۸۸ ش مرتضی قلی خان صنیع الدوله به ریاست وزارت معارف و اوقاف منصوب شد. او نخستین کسی بود که در صدر مشروطیت به فکر تأسیس اداره‌ای با نام اداره عتیقات جهت سرو سامان دادن به وضع اسفناک حفریات تجاری و آنچه از این راه نصیب دولت می‌شد، افتاد. ایام ریاست وی هم‌زمان بود با کاوش‌های دومورگان فرانسوی در شوش. اندیشه‌های صنیع الدوله اما سرانجامی نیافت تا در زمان وزارت مرتضی خان ممتاز الملک و ابراهیم حکیمی در سال‌های ۱۲۹۵ و ۱۲۹۷ ش اداره عتیقات یا باستان‌شناسی در ساختمان قدیم اداره معارف در شمال مدرسه دارالفنون زیر نظر ایرج میرزا جلال الملک تأسیس شد و نام موزه ملی به خود گرفت. در این موزه نمایشگاهی با ۲۷۰قلم شیء به نمایش گذاشته شد. در زمان پهلوی اول بعد از خرید ساختمان‌های عمارت مسعودیه برای وزارت معارف در سال ۱۳۰۴، آثار موزهٔ ملی به تالار آیینه عمارت مسعودیه انتقال داده شد.
در سال ۱۳۰۴ به همت تعدادی از رجال فرهنگی، انجمن آثار ملی شکل گرفت و اساسنامه آن منتشر گردید. بر اساس مواد این اساسنامه دولت وقت در ۲۵ مهر ۱۳۰۶، آندره گدار فرانسوی را به عنوان مدیر باستان‌شناسی در ایران استخدام کرد. او در سال ۱۳۰۸ در ایران شروع به کار کرد. در ۱۲ آبان ۱۳۰۹ قانون عتیقات به تصویب مجلس رسید. بر اساس ماده اول این قانون، کلیه آثار و ابنیه تا پایان دوره قاجار اعم از آثار منقول و غیرمنقول، جزو آثار ملی محسوب می‌شوند. بر اساس همین قانون باید بخشی از آثار مکشوفه در حفاری‌های علمی و تجاری در موزه نگهداری شوند. در زمان وزارت علی اصغر حکمت، تأسیس موزه‌ای در تهران در میدان مشق به تصویب رسید و در سال ۱۳۱۳ ش، نقشه بنای موزه ایران باستان توسط آندره گدار آماده و در نهایت موزه ایران باستان در سال ۱۳۱۶ش ساخته و افتتاح شد.
در سال ۱۳۴۳ وزارت فرهنگ و هنر تأسیس و مدیریت‌های مختلفی در قلمرو میراث فرهنگی همچون اداره کل موزه‌ها، مرکز باستان‌شناسی ایران، دفتر آثار تاریخی، اداره کل موزه‌های سنتی، موزه ایران باستان، اداره کل بناهای تاریخی، سازمان حفاظت از آثار باستانی و… تشکیل شد.

#### پیروزی انقلاب اسلامی و انحلال وزارت فرهنگ و هنر[۵][۶]
با پیروزی انقلاب ۱۳۵۷، وزارت فرهنگ و هنر منحل و برخی از وظایف این وزارتخانه که مأموریت‌های میراث فرهنگی داشتند به دو وزارتخانه انتقال داده شد؛ وزارت فرهنگ و آموزش عالی و وزارت فرهنگ و ارشاد اسلامی.

با توجه به فروپاشی حکومت سلطنتی، کاخ‌های سلطنتی به عنوان مراکز فرهنگی اعلام شدند. کارشناسان آثار تاریخی بر آن شدند تا با ثبت و ساماندهی آثار فرهنگی موجود در کاخ‌ها، درهای آن را به روی مردم بگشایند.

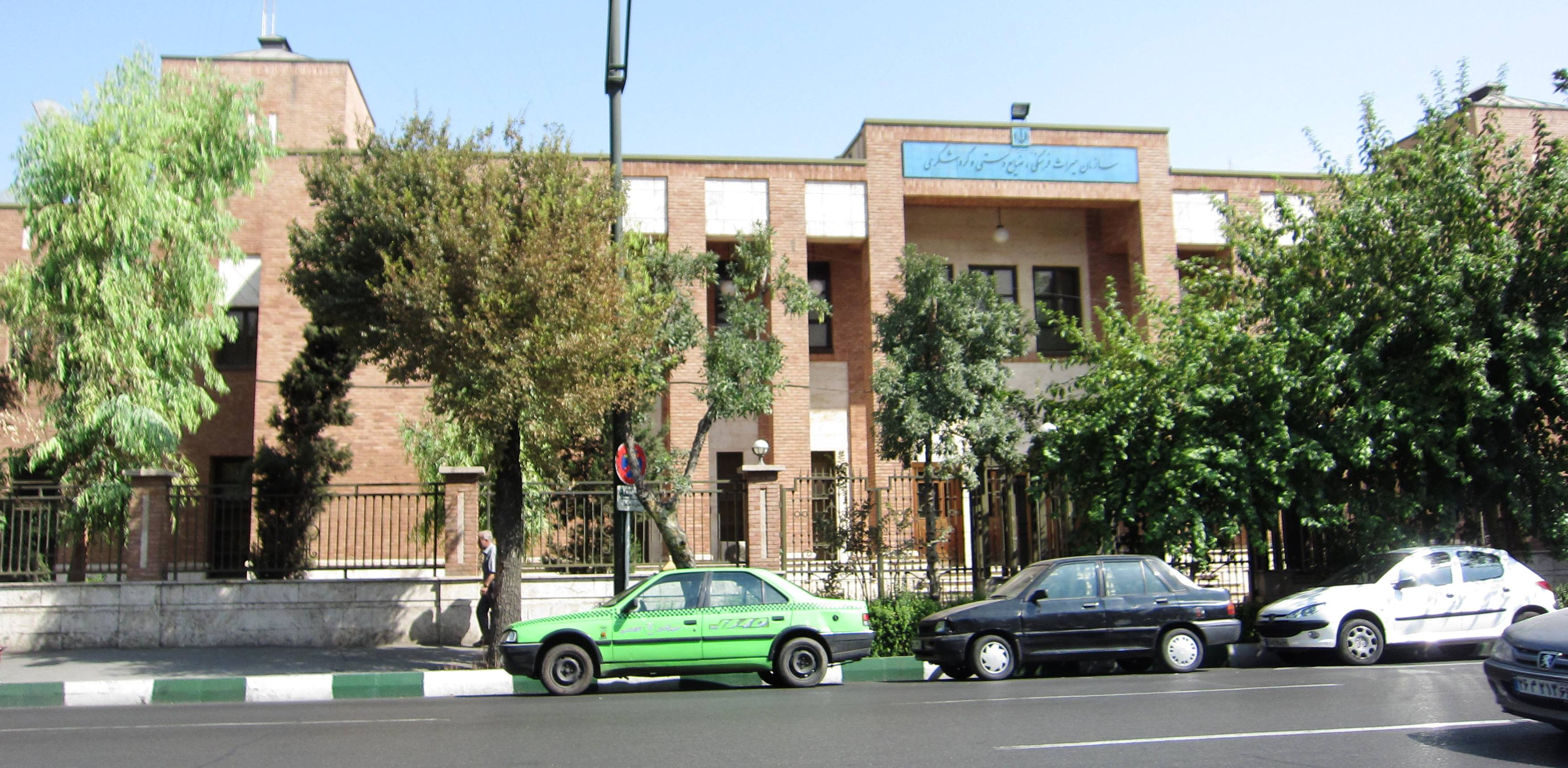
ساختمان پژوهشگاه میراث فرهنگی و گردشگری در خیابان امام خمینی تهران

واحدهای انتقال داده شده از وزارت فرهنگ و هنر به دو وزارتخانه بدین شرح است؛ 
- وزارت فرهنگ و آموزش عالی
- اداره کل هنرهای سنتی
- مرکز باستان‌شناسی ایران
- مرکز موزه مردمشناسی
- موزه ایران باستان
- دفتر آثار تاریخی
- سازمان ملی حفاظت از آثار باستانی
- وزارت فرهنگ و ارشاد اسلامی
  - اداره حفاظت میراث فرهنگی شهرستانها
  - اداره کل موزه‌ها
  - اداره کل بناهای تاریخی
  - اداره کل کاخ‌ها

در این دوره کاخ گلستان که پیش از انقلاب به اداره کل بیوتات سلطنتی تعلق داشت، به مرکز فرهنگی تبدیل و زیر نظر امور اقتصادی و دارایی قرار گرفت.

## ساختار داخلی
این وزارتخانه شامل پنج معاونت با نام‌های معاونت میراث فرهنگی، معاونت گردشگری، معاونت صنایع‌دستی و هنرهای سنتی، معاونت امور مجلس، حقوقی و استان‌ها و معاونت توسعه مدیریت و منابع می‌باشد.

## شرکت‌ها و مؤسسات وابسته
- شرکت مادرتخصصی توسعه ایرانگردی و جهانگردی
- شرکت توسعه گردشگری ایران
- شرکت حامیان میراث‌فرهنگی، صنایع‌دستی و گردشگری ایرانیان
- کانون جهانگردی و اتومبیل‌رانی جمهوری اسلامی ایران
- دفتر امور مجامع و تشکل‌های مردم‌نهاد
- صندوق توسعه صنایع‌دستی و فرش دستباف و احیاء و بهره‌برداری از اماکن تاریخی و فرهنگی[۷]
- پژوهشگاه میراث فرهنگی و گردشگری[۵]

## وزیران
1. علی‌اصغر مونسان (۱۴۰۰–۱۳۹۸)
2. سید عزت‌الله ضرغامی (۱۴۰۳–۱۴۰۰)
3. سید رضا صالحی امیری (۱۴۰۳-تاکنون)

## تشکیل وزارت میراث‌فرهنگی، گردشگری و صنایع‌دستی
جبار کوچکی نژاد (رئیس فراکسیون گردشگری، صنایع دستی و مناطق آزاد مجلس شورای اسلامی) در پست اینستاگرام خود پیامی به جهت تأیید طرح تشکیل وزارت میراث فرهنگی، گردشگری و صنایع دستی منتشر نمود و به فعالان این حوزه تبریک گفت.
«تأیید طرح تشکیل وزارتخانه میراث فرهنگی، گردشگری و صنایع دستی بعد از شش سال تلاش مداوم، خبر خوب این روزهای مجلس بود. چرا که از بین رفتن آثار تاریخی کشور در همه استان‌ها، عدم رسیدگی مناسب به فضاسازی‌های مناسب برای گردشگری و عدم ایجاد شرایط مناسب برای گذراندن اوقات فراغت مردم، تهدیدی جدی است آن هم برای کشوری که از لحاظ دارا بودن جاذبه‌های گردشگری، تاریخی و فرهنگی جز ده کشور اول دنیا می‌باشد. این اتفاق مبارک را به ملت شریف و تمام فعالان این حوزه تبریک عرض می‌نمایم و امیدواریم حالا که میراث فرهنگی، گردشگری و صنایع دستی به عنوان وزارتخانه به‌طور مستقیم پاسخگویی در مجلس خواهد داشت شاهد اتفاقات تأثیرگذاری در این حوزه باشیم.»